# Вишње Опатске
Вишње Опатске (слч. Vyšné Opátske) је градска четврт Кошица, у округу Кошице IV, у Кошичком крају, Словачка Република.

## Становништво
Према подацима о броју становника из 2011. године градско насеље је имало 1.692 становника.